# Tulita
Tulita (engelska: Fort Norman) är ett samhälle i Kanada.   Det ligger i territoriet Northwest Territories, i den centrala delen av landet, 3 700 km nordväst om huvudstaden Ottawa. Tulita ligger 17 meter över havet och antalet invånare är 478.
Terrängen runt Tulita är platt åt sydost, men åt nordväst är den kuperad. Tulita ligger nere i en dal. Trakten runt Tulita är nära nog obefolkad, med mindre än två invånare per kvadratkilometer..